# 原神
《原神》是由米哈游開發的动作角色扮演游戏，于2020年9月登陸Microsoft Windows、Android、iOS、PlayStation 4，2021年4月在PlayStation 5上線。游戏具有动漫风格的开放世界环境，採用免费游玩和内购制抽卡的游戏模式。
游戏剧情于虚构世界的提瓦特大陆上展开，该世界分成七个国家，每个国家分别以一种元素为主题，并由对应元素的神明所分管。游戏剧情的主角为“旅行者”，是一对在无数个世界中旅行的兄妹，因遭遇陌生神明阻拦在提瓦特被迫分離。玩家将扮演旅行者，为了寻找自己失散的唯一血亲，並與派蒙一同游历七国。
游戏立项于2017年初，2020年9月发布后获得了普遍的好评，评论家们赞扬了游戏的战斗机制和开放世界带来的沉浸感，但批评了其遊戲後期的體驗和付费模式。《原神》也取得了商业上的成功，该游戏在发行的第一年仅在App Store和Google Play就获得了超过23亿美元的收入，是有史以来第一年收入最高的电子游戏。

## 玩法

玩家可以攀爬大部分垂直牆面來移動

《原神》是一款開放世界的動作角色扮演遊戲，玩家至多能够選擇四名角色參與戰鬥，并且在战斗中可以快速切换。玩家可以通過各種方式增強角色的力量，例如提高角色的等級，改進角色裝備的聖遺物和武器。除了探索之外，玩家還可以嘗試各種挑戰以獲得獎勵。世界中各處散佈著头目和挑戰，它們獎勵高價值資源，但會消耗隨著時間的推移緩慢再生的體力。玩家可以通过完成這些挑戰以提高冒險等級，進而解鎖新的任務、挑戰並提升世界等級。世界等級是衡量世界上敵人的強大程度以及擊敗他們所獲得獎勵的稀有程度的標準。
游戏采用開放世界地圖，除了正常的步行外，玩家可以透過攀爬、游泳、滑翔等移動手段來探索各式各樣的遺跡和地形。玩家在世界中可以与世界中众多设定好的可交互部分互动，如玩家可以在野外遇到可以用于烹饪的火堆，并在其上烹饪，有时碰到的火堆是熄灭的，需要玩家使用火元素手动点燃才可烹饪，已点燃的火堆接触到水元素也会被浇灭。一些角色擁有可以改變環境的能力，例如凍結水來創造一條可以幫助玩家穿越水域地形的冰路。世界中存在許多傳送點，玩家可以藉此進行快速旅行，部分传送点也可以恢復和治愈角色，並提供諸如增加玩家耐力等增益。食物和礦石可以從開放世界獲得，而敵人和寶箱會掉落其他類型的資源，這些資源可以用來增強角色的强度。此外，还有一些被称为“秘境”的特殊战斗空间，也会奖励提升角色和武器强度的材料。玩家可以通過狩獵動物、採集水果和蔬菜或從商店購買來獲取食物。烹飪出的食物可以恢復角色的健康或提高各種性能。玩家還可以獲取可以提煉的礦石，然後用來製造或强化武器。
每個角色都有元素戰技与元素爆發两种技能，元素戰技只要招式的冷卻時間結束就可以發動，元素爆發则需要累積一定的元素能量才可释放。角色可以控制七種自然元素冰、草、火、水、風、雷、岩之一。這些元素可以以不同的方式相互作用，在戰鬥中切換角色並執行這些技能可以讓這些元素交互發生。解決主世界中的謎題可能需要某些元素能力。
游戏的多人模式以合作模式进行，允许最多4名玩家可以在主世界或秘境中一起进行游戏。玩家匹配可以通過請求與其他玩家联机來完成。如果玩家希望與其他玩家一起挑战一個秘境，他們將自動與其他希望解決相同目標的玩家匹配。遊戲具有跨平台玩法，任何平台的玩家都可以互動。
通過完成推進故事的任務，玩家最初可以解鎖四個額外的可玩角色，並且可以通過抽獎機制和遊戲內事件獲得更多角色。抽奖需要幾種高級遊戲貨幣，玩家可以通過游戏内事件或应用内购买獲得。在抽獎达一定次數後，获得稀有物品的概率会提升。
游戏内亦含有家园系统“尘歌壶”，内置集换式卡牌游戏“七圣召唤”，以及音樂遊戲“千音雅集”。

## 情节與角色

### 
《原神》設定在名為「提瓦特」的幻想世界中。提瓦特總共分為七個主要國家，分別由掌管不同元素和理念的神祇（稱為「塵世七執政」）統治，各國政治形態亦不盡相同。懸於提瓦特天空之上的「天空島」，是包括「天理」在內的更高位階神祇的居所，也是擁有強大願望之人成神後的去處。在提瓦特大陸的地底埋藏著被「天理」覆滅的古國「坎瑞亞」的遺蹟。不同於與神同行的七國，坎瑞亞並不是由神祇統治，而是由人類創建和自治的國家。提瓦特過去有過權力更替，遠古由執掌七種元素的七位「龍王」統治，後來陸續有來自世界之外的「降臨者」來到提瓦特，前兩位降臨者被稱為「第一王座」和「第二王座」。「第一王座」即為「天理」，祂打敗了七龍王，將他們的「古龍大權」奪走，分派給了「塵世七執政」，這些權能後來被稱為「神座」。倖存的七龍王，有些存世，有些轉生。

當一個人強大的願望獲得「天理」的注意，七神受「天理」指示，就會給予認可之人自己「神座」的部分力量，具象化為法器「神之眼」。「神之眼」給予使用者驅動某一元素之能；同時，此人也獲得了登上天空島成神的資格，稱為「原神」。除了「神之眼」外，至冬國的特務機構「愚人眾」也研發出了另一法器「邪眼」，由逝去魔神的遺骸殘渣製成，可以通過投餵生命力來獲得驅動元素之能。塵世七執政則憑藉「神之心」與天空島保持聯繫，並藉由「神之心」增幅元素權能以治理國家。
遊戲的主人公是「旅行者」和派蒙。「旅行者」和其雙胞胎血親來自世界之外的寰宇，在遊戲劇情之初被迫分離，因此「旅行者」不得不踏上於提瓦特大陸尋找血親之旅。「旅行者」為提瓦特大陸的第四降臨者。玩家可以在「空」和「荧」中選擇一人扮演「旅行者」，另一人則為其血親；除了「空」和「荧」之一，「旅行者」另有在提瓦特通行的名字，此名字由玩家自定。派蒙則為「旅行者」在遊戲劇情之初結識的夥伴和旅行中的嚮導。

遊戲中主要的反派陣營包括：「深淵教團」，由來自坎瑞亞的魔物和受詛咒的坎瑞亞民組成，意圖推翻七神統治；以及「愚人眾」，至冬國的外交、軍事和特務機構，在七國遍佈橫行，為冰神收集「神之心」。「旅行者」的血親被深淵教團尊為領導人（「公主殿下」或「王子殿下」）；而愚人眾則由十一位「執行官」代行冰神的權能和意志。

### 劇情
「空」和「荧」是在星海中結伴的旅行者，降臨在提瓦特後便目睹了坎瑞亞的滅亡，決定離開提瓦特之時被「天理的維繫者」阻攔並被封印，因而雙子失散。其中一位（玩家所扮演的角色，一般直接以「旅行者」代稱）在沉睡500年後醒來，為了尋找血親，踏上了周遊提瓦特七國的旅途。
| 章节 | 标题             | 地區       |
| --- | ---------------- | ---------- |
| 序章 | 捕风的异乡人     | 蒙德       |
| 旅行者来到自由之國蒙德後恰逢風魔龍特瓦林在深渊教团的蛊惑下想要毁灭蒙德，旅行者与温迪、西风骑士团代理团长琴、迪卢克等人最终拯救了特瓦林，化解了这次危机，同時得知溫迪的真實身份是蒙德的統治者風神巴巴托斯，但返回途中組織愚人眾的執行官「女士」突然出現奪走了溫迪的“神之心”。 |                  |            |
| 第一章 | 辞行久远之躯     | 璃月       |
| 旅行者在温迪的建議下前往契約之國璃月寻找岩王帝君，岩王帝君卻在“请仙典儀”上遇害仙隕。旅行者被千岩軍懷疑，於是前往望舒客栈尋找三眼五显仙人寻求公道，之後又與往生堂客卿鍾離準備送仙的各種用具。仙人与代理执政的璃月七星冲突升级，愚人眾執行官「公子」趁機召喚出被封印的魔神奧賽爾袭击璃月港，旅行者在璃月七星及仙人的幫助下與奧賽爾作戰，最終凝光將其懸浮在空中的住所「群玉閣」砸下，再次封印了奧賽爾。風波結束後，旅行者得知鍾離就是岩神摩拉克斯，岩王帝君仙隕只是自己策劃的假死事件，並依照與冰神訂立的「終結一切契約的契約」將「神之心」交予「女士」。 |                  |            |
| 第二章 | 千手百眼天下人间 | 稻妻       |
| 旅行者經由北斗的船队突破雷暴抵達永恆之國稻妻，希望見到統治者雷電將軍，卻得知幕府正在推行“眼狩令”，旅行者突袭救下因持有“神之眼”而被逮捕的托马並在被雷電將軍打敗後與托馬共同逃離，接着前往稻妻的反抗军营地，通过八重神子的锻炼和神里家的支持，旅行者在決鬥中成功戰勝了在稻妻策劃陰謀的「女士」，接著在反抗军的配合下與雷電將軍的真身“影”交手，成功獲勝並說服她廢除眼狩令，最後卻得知「神之心」已被愚人眾執行官「散兵」帶走。 |                  |            |
| 第三章 | 虚空劫灰往世书   | 须弥       |
| 旅行者前往智慧之國须弥尋找小吉祥草王，卻誤入了由實際統治須彌的教令院在須彌城所制造的循環夢境，最终与须弥神明纳西妲等人一同打破循环，将须弥民众从梦境中解放出来。在旅行者與納西妲聯手調查下，教令院“造神”的阴谋逐漸浮出水面，但途中被愚人眾執行官「博士」出手干預，並斷絕了納西妲與外界的聯絡。旅行者与众人深入沙漠，在赤王陵中揭开了草神、花神和赤王的历史。接着又与众人制定反攻計畫救出納西妲，擊敗“散兵”並奪回「神之心」，挫败了教令院与愚人众的阴謀，重獲自由的納西妲以「神之心」作為交易換取“博士”摧毀自己全部切片以及提瓦特大陸真相的「秘密」，並從教令院手上接掌統治權。 |                  |            |
| 第四章 | 罪人舞步旋       | 枫丹       |
| 旅行者前往正义之国枫丹，在欣赏魔术时发生了杀人案。查明该案后，发现了能将枫丹人溶解的「原始胎海之水」，并以此为线索查清了数年前的「少女连环失踪案」。数日后，旅行者应最高审判官那维莱特的请求，前往枫丹监狱「梅洛彼德堡」调查。旅行者在典狱长莱欧斯利的带领下，得知监狱下方存在“原始胎海”。随后原始胎海之水多次暴发，但神明芙宁娜对发生原因闭口不谈。旅行者等人因此质疑其身份，对其发起审判。判决后得知，真正的水神「芙卡洛斯」创造人类分身芙宁娜假扮自己，以欺骗天理，从而拯救枫丹居民。最终，芙卡洛斯被处死，那维莱特继承其权能，并使枫丹人不再溶解于原始胎海之水。 |                  |            |
| 第五章 | 炽烈的还魂诗     | 纳塔       |
| 旅行者前往戰爭之國納塔，結識了小嵴鋒龍「小傢伙」及「回聲之子」部落的卡齊娜，並前往聖火競技場幫助她參加「歸火聖夜巡禮」，並見到了同為參賽者的瑪拉妮與基尼奇。後隨瑪拉妮於「流泉之眾」部落遊玩，並幫助其擊退深淵襲擊。由於夜神之國遭受嚴重的深淵污染，無法復活戰士，旅行者與其他人在火神瑪薇卡指導下救回卡齊娜，瑪拉妮的「古名」也因此覺醒。瑪薇卡安排旅行者參與拯救納塔，並答應為其打造「古名」。不久後，深淵本體「古斯托特」向納塔發起總攻，期間恰斯卡成為最後覺醒的六英杰。瑪薇卡與六英杰動用死之執政的力量暫時擊退古斯托特，保下納塔，並將「虛假之天」打出裂縫。旅行者的「古名」打造完成後，瑪薇卡與旅行者深入夜神之國直面古斯托特，最終在眾多逝去之人的靈魂與地面上的納塔人的精神幫助下戰勝。之後，瑪薇卡原應支付死亡作為使用死之執政的力量的代價，而愚人眾執行官「隊長」代替了瑪薇卡赴死，如願與夜神融為一體。 |                  |            |
| 待公布 | 空月之歌         | 挪德卡莱   |
| 待公布 | 无神怜爱的雪国   | 至冬       |
| ??? | 未有之梦         | 坎瑞亚     |
| 待公佈 | 待公佈           | 终竟的花海 |

## 開發與發行

### 開發
《原神》于2017年一月底立项，当时米哈游将已经运营的《崩坏3》作为其开发工作的重点，计划在几年内发布《崩坏3》的续作。制作团队认为，与崩坏系列的前作《崩坏学园》相比，《崩坏3》有了飞跃性的进步，但自《崩坏3》发布以来，团队一直对下一步要做什么感到茫然。2017年4月，《崩坏3》1.4版本更新，其中包括“八重村”的开放世界内容。该版本给团队带来了很大的冲击力，决定在《原神》中制作一个“理想的开放世界”。
制作团队最初决定在《原神》中继承前作的部分设定，《原神》也延续了米哈游作品中“反抗终焉，拯救世界”主旨。为构筑《原神》的世界观，团队后来查阅了关于各种神话的资料，最终选定将诺斯底主义神话作为《原神》的世界观和故事线的核心。该神话体系涉及到“人与世界的关系”的主题，与团队想在开放世界中呈现的“人与游戏世界的接触”相契合。此外，诺斯底主义中的低位神执政官也被称为“世俗的权力者”，在世俗中象征着伟大的力量，这为《原神》的设定提供了更多细节。
角色设计初期，制作人员会频繁地交换意见，开始制作后会进行长期的作画以及调整。最具挑战性的部分在于将所有相关人员的想法和设定融入到游戏中，以及通过角色设计来表现角色背景的细节。战斗系统也是在角色的基础上设计。制作人员先根据角色的外观、性格、生活经历，以及身体技能等因素，创建大量的动画稿。随后从中选出被整个团队认可的稿件，并将其修饰。剧情和游戏机制经常发生变化或需要调整，这使得战斗模式也需要进行部分修改，导致完成所需的时间被延长。游戏中的元素反应系统是参考自现实中的化学反应，草元素和火元素的燃烧反应是制作组最难开发的反应。
該遊戲使用Unity引擎開發。開發和營銷預算約為1億美元，使其成為開發成本最高的电子遊戲之一。而《塞尔达传说 旷野之息》是该游戏的主要灵感来源。在公告和發布之間舉行了封閉測試，允許受邀玩家探索並與開放世界互動。田中理惠等聲優參與了《原神》的日语配音。游戏原声带是由HOYO-MiX的陈致逸领导十余位作曲家联合创作，并由倫敦愛樂樂團、布达佩斯交响乐团、上海交響樂團、東京愛樂交響樂團、伦敦交响乐团等数个乐团共同演奏而成。《原神》被設計為跨平台，因為為PC和主机開發遊戲允許開發人員提高遊戲的圖形保真度，例如渲染逼真的陰影。

### 發行
米哈游於2018年發佈遊戲的漫畫《原神PROJECT》，並在Crunchyroll上連載。遊戲首次於2019年E3电子娱乐展上正式宣佈。2019年1月，米哈游接受东方新闻的採訪，透露了《原神》的消息。6月21日，米哈游展开第一次封閉測試。8月，米哈游在ChinaJoy會場宣布《原神》宣布將於2020年登陸PlayStation 4平台。2020年1月14日，米哈游正式對外公布遊戲將登陸任天堂Switch平台。3月19日，米哈遊展開了第二次封閉測試，參與測試的平台有iOS、Android、PC。9月28日，遊戲正式在PlayStation 4、PC、Android和iOS平台公測。中國大陸方面，除官方平台外，Android版只上架TapTap和Bilibili的應用商店。2021年2月，Android版上架小米商店。2021年4月28日，遊戲登陸PlayStation 5。2024年8月21日Gamescom首日，米哈遊在活動上的宣傳片預告遊戲將於同年11月20日登陸Xbox Series X/S平台和Xbox Game Pass。2024年11月19日，遊戲小米服宣佈於2025年1月20日關閉，玩家資料將合併到米哈遊官方伺服器。
遊戲發布後不久，米哈游宣布了接下來幾個月的內容更新時間表。這些內容更新計劃每六週在遊戲中實施。未來的額外補丁將增加更多的事件和新區域。作為一個長期項目，遊戲的大部分內容仍有待完成。在發佈時，該遊戲的七個主要區域中僅發布了兩個，米哈游預計遊戲的故事將需要數年時間才能完成。在遊戲發布之前，米哈游發布了一部漫畫，詳細介紹了其角色的背景和的虛構世界，其他未來計劃包括一系列漫畫、玩具和一部可能的電影。2022年9月，米哈游宣布與日本動畫工作室ufotable合作開發基於遊戲的動畫，並附有概念預告片。

## 聯動

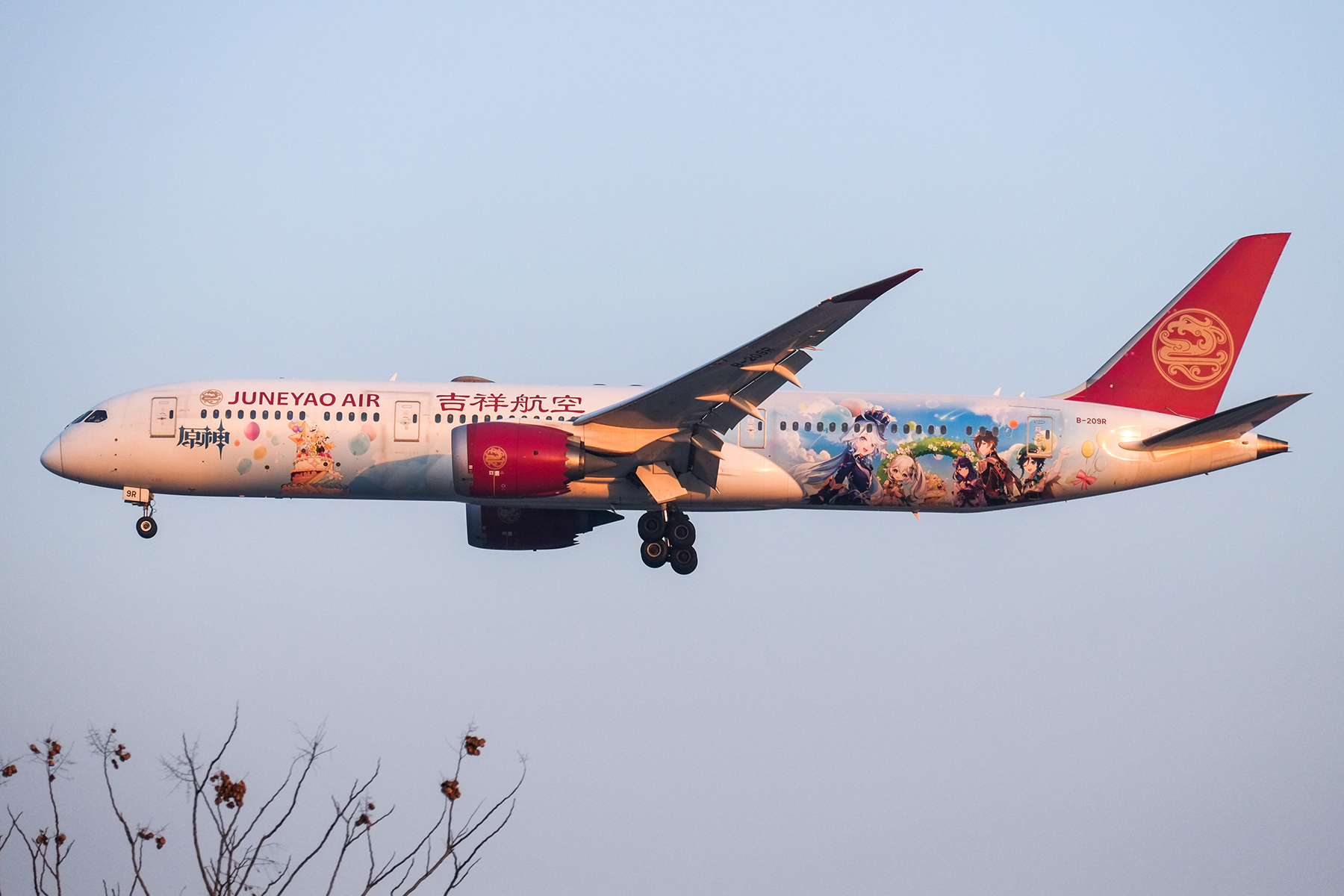
吉祥航空与米哈游合作的《原神》主题彩绘客机

根據《手游那点事》的統計，《原神》推出的兩年內和餐飲品牌聯動的次數有12次，景區聯動有11次，包括支付宝、喜茶、必胜客、蒙牛随变、高德地图、Redmi、立邦、肯德基、一加等品牌。2021年3月，《原神》与美国快餐品牌肯德基于中国大陆举行品牌联动，3月6日，米哈游正式宣布与肯德基举办联动，上线《原神》主题门店，并随餐赠送联动款明信片及徽章。该活动火爆异常，有不少玩家装扮成游戏角色进入主题店。2021年3月13日，肯德基在新浪微博称由于上海市和杭州市主题店人员聚集过多，违反了疫情防控条例，将取消两地的活动。此次活动的活动口号“异世相遇，尽享美味”成为新的網絡迷因，讨论联动活动的群体不但不再局限于ACG爱好者，而且还有Reddit讨论版的网民，游戏和非游戏媒体。此外，据《新闻晨报》不完全统计，《原神》在2022年下半年至少与包括罗森、支付宝、高德地图在内的14个品牌都进行了联动。2023年9月20日，为纪念《原神》上线三周年，QQ音乐与全民K歌为原神玩家举办了纪念盛典。2023年11月3日，《原神》宣布将再次与吉祥航空进行联动，吉祥航空与米哈游联合发布全球首款《原神》主题航空彩绘的波音787-9梦想飞机“原神号”（注册号B-209R），该客机已于11月8日起开始执飞吉祥航空部分国内与国际航线。根据双方合作计划，该架飞机将保留现有彩绘涂装至少1年，同时会发售“原神号”1:150 等比例787飞机模型、3周年合作款飞行盖毯、3周年合作款护照包等联动周边。
在中國大陸之外，2021年7月29日，由日本Sweets Paradise宣布9月1日起的一个月内所有日本的该品牌咖啡厅都将成为《原神》的联动咖啡厅，除推出游戏中蒙德为主题的饮食外还推出预约周边。2021年12月3日至14日，米哈遊在東南亞的马来西亚、新加坡、泰国、印度尼西亚以及菲律宾等地展開HOYO-FEST活動，當地合作餐廳會在期間推出原神主題套餐和周邊。

## 反響及评价

### 評價
| 汇总媒体   | 得分                               |
| ---------- | ---------------------------------- |
| Metacritic | iOS：82/100 PC：84/100 PS4：81/100 |

| 媒体          | 得分    |
| ------------- | ------- |
| Destructoid   | 7.5/10  |
| Game Informer | 9.25/10 |
| GameSpot      | 7/10    |
| HardcoreGamer | 4/5     |
| IGN           | 9/10    |
| Jeuxvideo.com | 15/20   |
| PC Gamer美国  | 84/100  |
| Pocket Gamer  | [ 109 ] |

2023年原神（Genshin Impact）搜索热度图

根据汇总媒体Metacritic，对《原神》的评价以“正面评论为主”。游戏中名为“提瓦特”的开放世界备受瞩目，IGN的崔維斯·諾薩普（Travis Northup）评价提瓦特是“一个绝对充满可能性的世界”，《Hardcore Gamer》的喬丹·赫爾姆（Jordan Helm）称其为“一个大环境谜题”。2022年7月《原神》入選IGN的25款最佳现代PC游戏的榜单。《纽约时报》評論員班·杜利（Ben Dooley）認為《原神》是「是中國電玩遊戲行業第一個真正意義上走紅全球的大作」，「《原神》以奇幻世界構建和廣泛的吸引力而令人矚目，它的魅力不僅跨越國家，也跨越不同人群：這款遊戲在女性當中非常受歡迎」。日本遊戲開發商Grounded Inc.的首席執行官二木幸生亦表示「從技術、藝術指導和遊戲玩法的角度來看，《原神》代表著中國的巨大飛躍」。游戏虚构国家璃月被Kotaku的姜思思形容為“多年來我在電子遊戲中訪問過的最令人興奮的地區之一”，然後繼續討論該地區如何“展示了存在於本地化口袋中的中國社會關係的理想化寫照”。路透社认为，《原神》在西方国家亦广受好评也体现了中国大陆的游戏行业正逐渐走向成熟，并“具备了与西方的大型游戏相抗衡的能力”。
《Game Informer》的丹尼爾·特克（Daniel Tack）描述游戲體驗令人難以置信，並指出“收集、升級和定制的遊戲循環非常迷人和引人注目”。遊戲的玩法給Pocket Gamer留下了深刻印象，而Destructoid的克里斯·卡特（Chris Carter）稱戰鬥系統是遊戲中“最有趣的事情之一”。美国全国公共广播电台評論說儘管遊戲是免費的，但內容豐富。《福布斯》的保罗·塔西（Paul Tassi）稱讚該遊戲感覺連貫且完整。《華盛頓郵報》的吉恩·朴（Gene Park）稱讚其為該類型的革命性遊戲，讓玩家“想像一個手機遊戲世界，其遊戲品質與行業頂級體驗相匹配”。Polygon還稱讚這款遊戲將自己與同類游戲區分開來，預示著它的到來，因為手機遊戲變得更加主流，並吸引了“典型手機遊戲人群之外的受眾”和“沒有硬件來玩更傳統和占用資源的RPG的新玩家”。
對《原神》的批評大多針對遊戲後期的體驗和付費模式。Kotaku指出雖然遊戲本身體驗良好，但也有「一些免費遊戲常見的垃圾要素」。GameSpot附和了上述批評，表示遊戲本身「有點受限於免費遊玩的模式」。《PC Gamer》表示遊戲進行到後期已成為「枯燥的日常工作」，而樹脂（體力）系統「感覺非常多餘」。《華盛頓郵報》補充說，從美學的角度來看，如此精心設計的遊戲可能會導致一些人用遊戲的彩蛋系統賭博。
塔拉·費克爾和克里斯多福·B·派特森在《媒介传播批判研究》發佈了一篇研究電子遊戲中的文化多样性的文章，文中以《原神》為研究案例，遊戲以現實世界中的各種文化構建出不同的虛構國度，玩家與來自不同國家的角色相遇相知並引發共鳴。《原神》中鮮明的國別差異，反而讓种族主义這種話題變得沒有討論的價值，玩家和评论者也更专注於角色的話題上。
浙江理工大学科技与艺术学院的路千里与北京印刷学院出版学院的闫鑫博和余良平认为，《原神》创作运营团队非常重视对其内容IP的打造，游戏在画面、交互等方面的水准已可以与任天堂的《塞尔达传说》分庭抗礼，《原神》的游戏风格是对现实世界的解构和重组，其地域风格则具有多元民族的特点，其人物设计则呈现“二次元”风格，其语言风格也体现了不同的语言版本的文化内涵。兰州财经大学商务传媒学院的谢佳妮、杨晓峰认为，以《原神》为代表的以二次元文化为核心的二次元游戏，所形成的游戏理念和游戏形式，在一定程度上冲击着传统主流文化，并在一定程度上开拓了游戏市场并迅速占据主流地位；《原神》官方推出的衍生作品作为游戏设定的补充，以及众多的二创作品，在视觉和听觉等多角度、多层次给玩家带来了满足感。大连海事大学的黄项楚认为，游戏《原神》通过真实感的中式世界体验、地图场景呈现中国元素与中国式风格的音乐为游戏注入中国元素，通过中国历史式的人物设计、中国式价值观的主题呈现与汉语文化的运用传达中国文化与中式价值观。

### 商業表現
2020年9月到2022年8月間《原神》手機版在各國的營收占比（來源：Sensor Tower）
在發布之前，該遊戲的註冊量已超過1000萬，其中超過一半來自中國境外。在發售前夕，該遊戲在東京電玩展媒體大獎2020公眾投票中排名第一。在移動平台上，《原神》在發布後的一周內獲得了2300萬次下載和約6000萬美元的總收入。在兩週內，這個數字上升到超過1億美元，收回了其開發和營銷預算。在發布後兩個月內收入超過3.93億美元，到2021年3月結束時收入超過10億美元，是該時間段內繼《王者榮耀》和《絕地求生》之後第三高的手機遊戲收入，成為有史以來票房最高的手機遊戲，也是在Google Play和App Store上達到這一里程碑的最快遊戲。
该游戏也使得制作公司米哈游收入超越Supercell，成为全球第六的游戏公司。截至2021年9月，該遊戲在所有平台上的第一年總收入估計接近37億美元，這是有史以來任何視頻遊戲的最高首年發行收入。到2021年10月，該遊戲在手機平台的總收入為20億美元。根據Sensor Tower數據，《原神》在推出首年在Google Play和App Store上的收入為23億美元，遊戲推出兩年，手機版的下載數超過1億1000萬次，營收超過36億美元。該遊戲最大的移動市場是中國，佔收入的32.4%，其次是日本，佔24%，然後是美國，佔收入的18.2%。

### 奖项与提名
| 年份 | 獎項                  | 類別                         | 結果 | 參考            |
| ---- | --------------------- | ---------------------------- | ---- | --------------- |
| 2020 | 遊戲大獎              | 最佳手機遊戲                 | 提名 | [ 135 ]         |
| 2020 | 遊戲大獎              | 最佳角色扮演遊戲             | 提名 | [ 135 ]         |
| 2020 | 蘋果App Store年度遊戲 | 年度iPhone遊戲               | 獲獎 | [ 136 ]         |
| 2020 | Google Play年度最佳   | 最佳遊戲                     | 獲獎 | [ 137 ]         |
| 2020 | Google Play年度最佳   | 玩家選擇獎                   | 提名 | [ 138 ]         |
| 2020 | TapTap年度游戏大赏    | 年度最佳游戲                 | 獲獎 | [ 139 ] [ 140 ] |
| 2020 | 金搖桿獎              | 年度終極遊戲                 | 提名 | [ 141 ]         |
| 2021 | 蘋果設計獎            | 視覺與圖像獎                 | 獲獎 | [ 142 ]         |
| 2021 | 最佳行動遊戲獎        | 最佳行動遊戲獎               | 提名 | [ 143 ]         |
| 2021 | 最佳行動遊戲獎        | 最佳視聽成就                 | 獲獎 | [ 143 ]         |
| 2021 | 最佳行動遊戲獎        | 年度最佳遊戲                 | 獲獎 | [ 143 ]         |
| 2021 | 金搖桿獎              | 仍然火熱遊戲獎               | 提名 | [ 144 ]         |
| 2021 | PlayStation合作夥伴獎 | 大獎                         | 獲獎 | [ 145 ]         |
| 2021 | 遊戲大獎              | 最佳手機遊戲                 | 獲獎 | [ 146 ]         |
| 2021 | 遊戲大獎              | 最佳持續營運遊戲獎           | 提名 | [ 146 ]         |
| 2022 | 金搖桿獎              | 仍然火熱遊戲獎               | 獲獎 | [ 147 ]         |
| 2022 | Google Play年度最佳   | 全球地區年度最佳持續成長遊戲 | 獲獎 | [ 148 ]         |
| 2022 | PlayStation合作夥伴獎 | 大獎                         | 獲獎 | [ 149 ]         |
| 2022 | 遊戲大獎              | 玩家之聲                     | 獲獎 | [ 150 ]         |
| 2022 | 遊戲大獎              | 最佳持續經營遊戲             | 提名 | [ 151 ]         |
| 2022 | 遊戲大獎              | 最佳手機遊戲                 | 提名 | [ 151 ]         |
| 2023 | 金搖桿獎              | 仍然火熱遊戲獎               | 提名 | [ 152 ]         |
| 2023 | PlayStation合作夥伴獎 | 大獎                         | 獲獎 | [ 153 ]         |
| 2023 | 遊戲大獎              | 最佳持續營運遊戲             | 提名 | [ 154 ]         |
| 2023 | 遊戲大獎              | 玩家之聲                     | 提名 | [ 154 ]         |
| 2024 | Gamescom大獎          | 最佳手機遊戲                 | 獲獎 | [ 155 ]         |
| 2024 | PlayStation合作夥伴獎 | 優秀獎                       | 獲獎 | [ 156 ]         |
| 2024 | 遊戲大獎              | 玩家之聲                     | 提名 | [ 157 ]         |

## 衍生作品
武士道旗下交換卡片遊戲《Re：birth For You》在2021年5月宣佈與《原神》合作推出卡牌遊戲《Re：birth 原神》，2022年9月20日武士道表示合作計劃中止。